# Gaida
Een gaida is een op de Balkan bespeelde doedelzak.
Het instrument bestaat doorgaans uit een zak gemaakt van de huid van een geit waarbij gaten van de kop en poten gebruikt worden voor de melodiepijp (chanter), de bourdon (drone) en de inblaaspijp. Een gaida is een enkelriet-instrument. Vanwege het doordringende, harde geluid is het een geschikt instrument voor dansbegeleiding in de open lucht.
Naast de 'gewone' gaida komt in Bulgarije ook de 'kabba gaida' voor, een lagere en grotere uitvoering van de gaida.